# Evertz Pharma
 (décembre 2024).
Evertz Pharma GmbH est une société pharmaceutique fondée à Francfort-sur-le-Main, en Allemagne, par les jumeaux Dominik et Tobias Evertz,. L'entreprise est spécialisée dans le développement et la vente de produits pharmaceutiques et cosmétiques à base de plantes, avec un fort accent sur les remèdes naturels contre la perte de cheveux, le vieillissement de la peau et pour le bien-être général. Evertz Holding GmbH est propriétaire à 100 % d'Evertz Pharma GmbH.

## Histoire
Evertz Pharma GmbH a été fondée par les jumeaux Dominik et Tobias Evertz à Francfort-sur-le-Main en 2017. Les frères ont eu des difficultés scolaires liées à la dyslexie pendant leurs années d'école et ont fréquenté plusieurs écoles avant d'obtenir des diplômes de fin d'études secondaires (Abitur), puis des masters en génie industriel à l'Université technique de Braunschweig. Avant de fonder Evertz Pharma, ils se sont impliqués dans une série d'entreprises en démarrage, incluant Handshakers UG,.
Avant de fonder Evertz Pharma, les frères Evertz étaient actifs dans d’autres aventures entrepreneuriales. Ils ont cofondé Handshakers UG,. 
Avant de fonder Evertz Pharma GmbH, Tobias Evertz était cofondateur de Ginmon GmbH,.
Avant Evertz Pharma GmbH, Dominik Evertz était cofondateur de MyPension GmbH.
L'entreprise a enregistré 100 000 € de chiffre d'affaires dès le premier mois de son lancement. Evertz Pharma s'est d'abord concentré sur les aides orthopédiques, comme les semelles de chaussures, mais s'est orienté vers les produits à base de plantes en réponse à une concurrence accrue. Cette transition a commencé avec la mise sur le marché du traitement capillaire Rezilin Basil pour la perte de cheveux. Le succès de ce produit a conduit à la poursuite de la recherche et du développement, ce qui a donné lieu à l'introduction de CITURIN, une teinture contre les cheveux gris, et de BIOVOLEN, une marque de soins de la peau ciblant les signes du vieillissement,.
Evertz Pharma est entrée sur le marché des compléments alimentaires en 2019, s'alignant ainsi sur son engagement envers les produits de santé et de bien-être naturels. L'entreprise a notamment fait son entrée sur le marché des compléments alimentaires Vitalrin.
Depuis 2021, Birgit Schrowange est devenue le visage publicitaire de Biovolen.
À partir de 2020, Evertz Pharma a adopté le Bitcoin dans le cadre de sa stratégie de trésorerie d’entreprise, devenant ainsi la première société allemande connue à adopter cette approche. Au fil du temps, elle a réalisé d’autres acquisitions, notamment un second achat important de 100 BTC en 2025,,,. 
Le siège de l'entreprise est situé à Francfort-sur-le-Main, tandis que la production est réalisée en Rhénanie-du-Nord-Westphalie et en Bavière. Les activités de recherche sont menées en Suisse, l'entreposage et la logistique étant gérés en Thuringe. Evertz Pharma est l'une des premières entreprises en Allemagne à investir ses liquidités dans le bitcoin, comme le mentionne le rapport annuel public.

## Produits
Evertz Pharma se spécialise dans les remèdes à base de plantes, en mettant l'accent sur les produits destinés à lutter contre la perte de cheveux, le vieillissement de la peau et le bien-être en général. Ses principaux produits incluent le traitement capillaire au basilic Rezilin, qui cible la chute des cheveux, CITURIN, une teinture conçue pour lutter contre les cheveux gris, et la ligne de soins anti-âge BIOVOLEN, avec des produits populaires tels que Biovolen Moossalbe et Biovolen Kressesalbe. En plus des cosmétiques, l'entreprise s'est développée dans les compléments alimentaires qui renforcent la santé et le bien-être.
Evertz Pharma se concentre sur la recherche et le développement d'ingrédients actifs naturels, et ses produits sont principalement disponibles en Allemagne, en Autriche et en Suisse.